# Poblado de Mangshi
Mangshi (en chino simplificado, 芒市镇; pinyin, Mángshì zhèn) es un poblado del distrito Mangshi bajo la administración directa de la ciudad-prefectura de Dehong. Se ubica al este de la provincia de Yunnan, sur de la República Popular China. Su área es de 359 km² y su población total para 2016 fue +40 mil habitantes.

## Administración
El poblado de Mangshi se divide en 10 localidades que se administran en aldeas.